# Grèzes (Lot)
 Grèzes  (en occitano Gresas) es una población y comuna francesa, situada en la región de Mediodía-Pirineos, departamento de Lot, en el distrito de Figeac y cantón de Livernon.

## Demografía
| 138 | 137 | 129 | 138 | 125 | 133 |
| Para los censos de 1962 a 1999 la población legal corresponde a la población sin duplicidades (Fuente: INSEE [Consultar]) |     |     |     |     |     |